# آکیرا کاواشیما
آکیرا کاواشیما (انگلیسی: Akira Kawashima؛ زادهٔ ۳ فوریهٔ ۱۹۷۹) بازیگر اهل ژاپن است.